# Zotye International Auto
Zotye International Automobile Trading Co., Ltd o Zotye Auto, es un fabricante chino de automóviles fundado en el año 2005 por Zotye Holding Group.

## Historia
La firma Zotye International fue fundada el 14 de enero de 2005 por el holding financiero chino Zotye Holding Group. Previamente, Zotye tenía contratos únicamente para la exportación de componentes y partes para varias plantas automotrices, pero su rol se incrementaría hasta llegar a la producción de coches completos, y llegó a tomar ventaja del crecimiento y expansión del mercado automotor chino, hoy día el más grande del mundo. En 2005, al ser considerado un proveedor fiable y de buena calidad en cuanto a dichos suministros, Zotye estableció diferentes clases de contratos para sus subsidiarias en cuanto a la producción de autopartes en más de 10 diferentes países.
Desde el 2005, Zotye International ha expandido sus automovilísticas en cuanto a sus modelos en producción y sus cantidades. Su primer modelo sería un SUV, el Zotye RX6400 (Zotye 2008), luego renombrado como Zotye Nómada. El Zotye Nómada guarda una gran semejanza al Daihatsu Terios El Zotye Nómada guarda una gran semejanza al Daihatsu Terios, debido a que Zotye International compró dicho modelo en el año 2006 a Daihatsu Motor Co. Ltd. de Japón, cuando esta sacó la nueva generación del Terios, lo único que no fue vendido fue la motorización.
La cifra de ingresos oficial de Zotye International en el año 2006 fue de 2.88 mil millones de yuanes RMB (cerca de € 290 millones).

## Actualidad
En el año 2008, Zoyte inicia la exportación del Zotye Nómada. En 2009, Zoyte lanza su segundo modelo para el mercado chino, el Zotye Mutiplan o el modelo M-series, el cual es una copia licenciada del Fiat Multipla. En el 2009, Zotye Auto adquiere a su rival, la Jiangnan Auto. El único modelo en producción por parte de la Jiangnan era una licencia remozada del Suzuki Alto el cual está siendo vendido como JN Auto by Zotye. El JN Auto ahora es un vehículo del tipo crossover, basado en tecnologías y partes de ambos fabricantes, tanto como Zotye y de la Jiangnan Automobile, así mismo Zotye tiene planes para exportar de los modelos de la anterior.
Pasado el año 2010, Zotye lanza al mercado un coche con un costo de $2,830, un Jiangnan Alto que sería considerado el coche más económico en China y posiblemente en el mundo.
En el mismo año, Zotye lanza el Zotye 5008 el cual es una versión altamente modificada del Zotye Nómada para el mercado interno chino. Este coche es remarcado para su exportación como el Zotye Nómada 2. En una unión temporal entre su filial europea Zoyte AG y la LUIS LUIS Motors GmbH, Zotye ha desarrollado una variante de propulsión eléctrica del Zotye Nómada para el mercado europeo. Zotye aparte, suministra de sus plantas de producción materiales CKD del Nómada para la fabricante indio Premier Limited para vender una versión de este coche y el cual es comercializado como el Premier Río, el cual es propulsado por un motor diésel de la Peugeot en la referencia TUD5. La serie de Zotye Nómada son lanzadas a su vez en Sudáfrica y la versión eléctrica se planea lanzar al mercado norteamericano a mediados del año 2010. Zotye a su vez tiene ambiciosos planes para el desarrollo de vehículos con propulsión eléctrica de serie. Así mismo se han iniciado las pruebas del 5008EV, al alquilarlos en la ciudad de Hangzhou en el año 2010.

## Modelos futuros

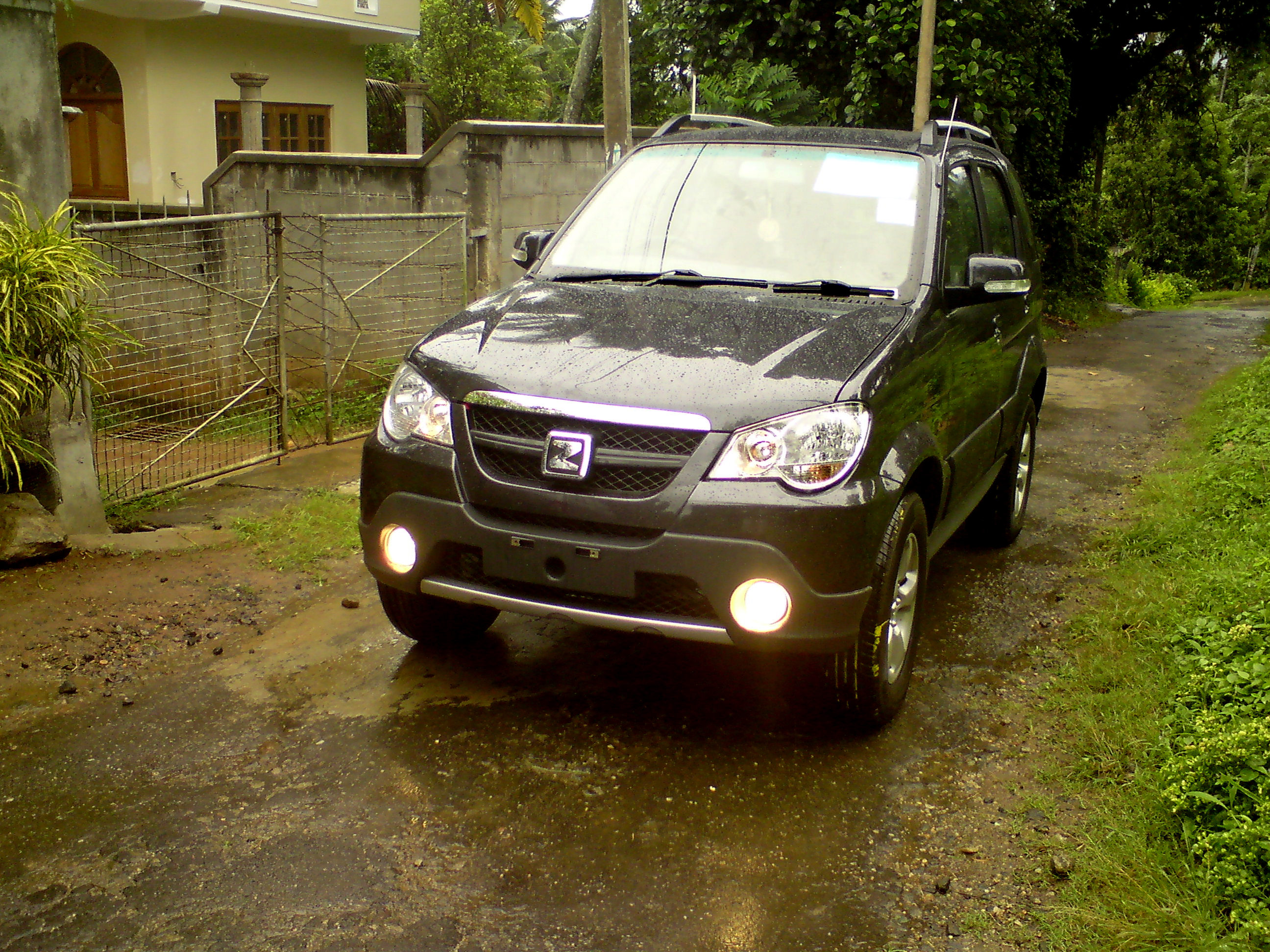
Zotye Nómada en las calles de Sri Lanka

La firma Zotye ha adquirido las licencias de producción y las herramientas, así como las maquinarias y los derechos de producción de un número de modelos descontinuados de grandes productores de automóviles para producirlos para el mercado chino. Algunos de estos modelos actualmente en las líneas de producción, ya como de la marca Zotye; son los que a continuación se listan:
- Serie D (Licencia de producción del Fiat Doblo)
- Serie L (Licencia de producción del Lancia Lybra en una variante altamente modernizada, en configuración notchback, sedán o station wagon.)
- Serie S (Licencia de producción del Fiat Strada)
- Serie Z (Licencia de producción del Hyundai Veracruz 1.ª serie)

## ATVs
- Zotye ZT01-001
- Zotye ZT01-002
- Zotye ZT01-003
- Zotye ZT01-004